# 赤い天使
『赤い天使』（あかいてんし）は、1966年（昭和41年）に日本で公開されたモノクロの戦争映画。

## 概要
日中戦争を題材にした有馬頼義の小説を原作に、増村保造が監督した戦争ドラマ。中国の最前線にいた若い日本人看護師の視点から、戦争の惨状や極限下における男女の愛が描かれる。

## ストーリー
日中戦争が激しさを増す昭和14年、従軍看護婦として中国・天津の陸軍病院に赴任した西さくら（若尾文子）は、入院中の傷病兵たちにレイプされてしまう。
2か月後、前線に送られた西は、軍医岡部（芦田伸介）の下、無残な傷病兵で溢れる凄惨な現場で働く。そこで、以前自分をレイプした傷病兵の一人坂本一等兵と再会する。瀕死の坂本を診て助かる見込みがないと判断した岡部は、治療を諦め輸血を拒否するが、西は坂本を救うよう頼み込む。
ある時、西はかつて岡部に命を救われた兵士の一人折原一等兵（川津祐介）に会う。手術で腕を失い性行為ができなくなった折原を哀れんだ西は折原の外出許可を婦長から得てホテルに折原を誘い肉体関係を結ぶ。だが翌日、折原は病院の屋上から飛び降り自殺する。
その後、過酷な手術に忙殺されているにもかかわらず気丈かつ冷静で、判断力を失わない岡部の姿勢に、西は惹かれていく。しかし、岡部が精神の安定を保つため睡眠剤としてモルヒネを常用しており、そのため性的不能に陥っていることを知る。
岡部は西を伴って、さらに激しい前線へと向かう途中、コレラが蔓延した集落で中国軍に包囲される。そうした極限状況の中、西と岡部は激しく愛し合う。やがて中国軍の総攻撃が始まり、日本軍は壊滅。一人生き残った西は援軍に発見されるが、岡部の遺体を見つけることになる。

## 評価
本作は、2015年に開催された「若尾文子映画祭 青春」において、若尾文子の出演作計60本を対象にした人気ランキングが行われ、『しとやかな獣』に次いで、第2位となった。
映画批評集積サイトのRotten Tomatoesでは、批評家支持率は100%、一般支持率は95%となっている 。
映画評論家のジョナサン・ローゼンバウムは、「気難しい人やポリティカル・コレクトネスに縛られている人には勧められないが、その微妙なエロティシズムや情熱的で予測不可能な道徳観は、簡単に振り払うことはできない。私が見た増村の映画で最も力強い作品」と述べている。
映画評論家のロブ・シンプソンは、「1960年代の日本が生んだ魅力的な映画の一つであり、反戦映画として『ゴジラ』などより、はるかに直接的なアプローチで主題に取り組んだ作品」と述べている。
また、ニッセイ基礎研究所准主任研究員の三原岳は、パンデミック下における人権無視の観点からも重要な作品だと述べている 。

## 備考
2021年より、名画として4Kデジタル修復が進められている。
海外での評価が高いことから、イギリスのメーカーArrow Videoが、2022年1月18日に高精細Blu-ray Discで本作を発売した。